# Tuxertal
Das Tuxertal liegt in Tirol (Österreich) und ist ein Seitental des Zillertals, von dem es bei Mayrhofen abzweigt.

## Lage und Beschreibung
Das Tuxertal ist ein Hochtal (in Tirol Grund genannt), das bei Mayrhofen westlich in einer Steilstufe von Mayrhofen abzweigt. Direkt nach der Steilstufe liegt der Ort Finkenberg von dem das Tal bis zum Talschluss in Hintertux ansteigt. Von Mayrhofen (630 m ü. A.) bis Hintertux (1.500 m), liegt eine Höhendifferenz von etwa 850 m. Insgesamt ist das Tal etwa 13 Kilometer lang und durch die Tuxer Straße erschlossen. Die Tuxer Straße ist die einzige Zugang zum Hintertuxer Gletscher.
Der Tuxbach entspringt am Tuxer Joch und durchfließt das gesamte Tal, bis er unterhalb von Finkenberg in den Zemmbach mündet.
Die Talsohle stellt die Grenze zwischen den Tuxer (orografisch links, Bildvordergrund) und den Zillertaler Alpen (orografisch rechts, auf dem Foto linke Seite und Hintergrund) dar.

## Orte
Im Tuxertal liegen 2 Gemeinden:
- Finkenberg (840 m)
- Tux mit den 45 Orten Vorderlanersbach (1.300 m), Lanersbach (1.300 m), Juns (1.360 m), Madseit (1.385 m) und Hintertux (1.500 m). Zu Tux gehören auch die Weiler Berg, Schöneben, Außerrettenbach und Gemais.

Das Tuxertal ist deutlich dichter besiedelt als die anderen Hochtäler (hier Gründe genannt) des Zillertals. Es leben etwa 2000 Menschen im Tal, während der Saison arbeiten noch zusätzlich 813 Saisonkräfte im Tal. Der höchste Bauernhof sind die Geiselhöfe, die auf rund 1.630 m liegen.

## Wirtschaft und Tourismus
Bevor die Straße gebaut wurde, war das Tal sehr abgelegen und einzige Erwerbsquelle war hochalpine Landwirtschaft. Da diese Einkommensmöglichkeiten beschränkt waren, war die Armut im Tal evident. Dies hat sich erst mit dem aufkommenden Tourismus geändert.
Wesentlichster Wirtschaftszweig ist der Schitourismus, das Tuxertal besitzt mit dem Hintertuxer Gletscher das einzige ganzjährig offene Schigebiet Österreichs. Es gibt außerdem durch das Tal Langlaufloipen, Rodelbahnen und Winterwanderwege. In den letzten Jahren wurde auch der Sommertourismus immer wichtiger, es gibt viele Möglichkeiten zum Wandern, Klettern, Mountainbiken und Radfahren.

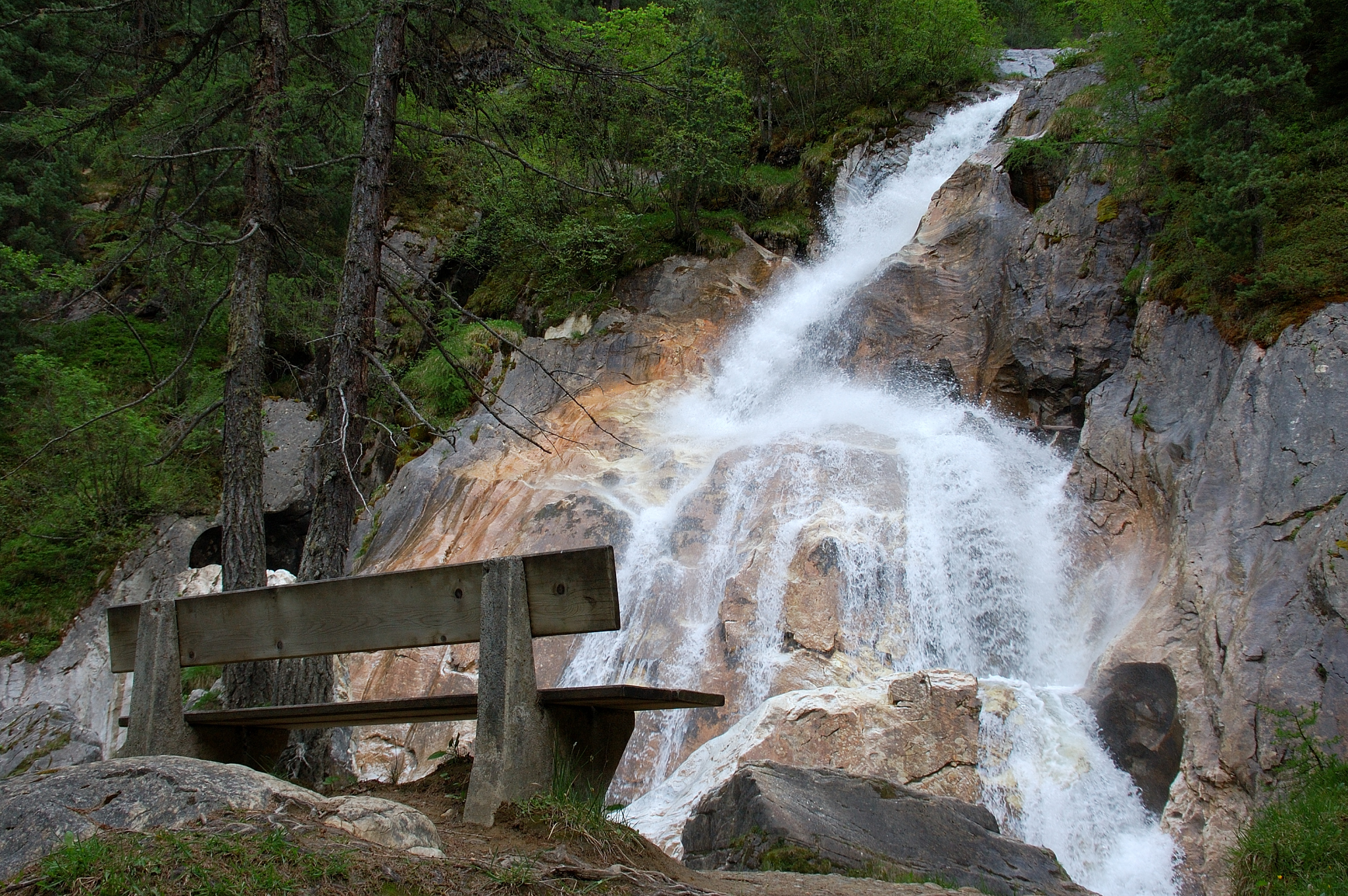
Tuxbach, der durch Schmelzwasser gespeist wird
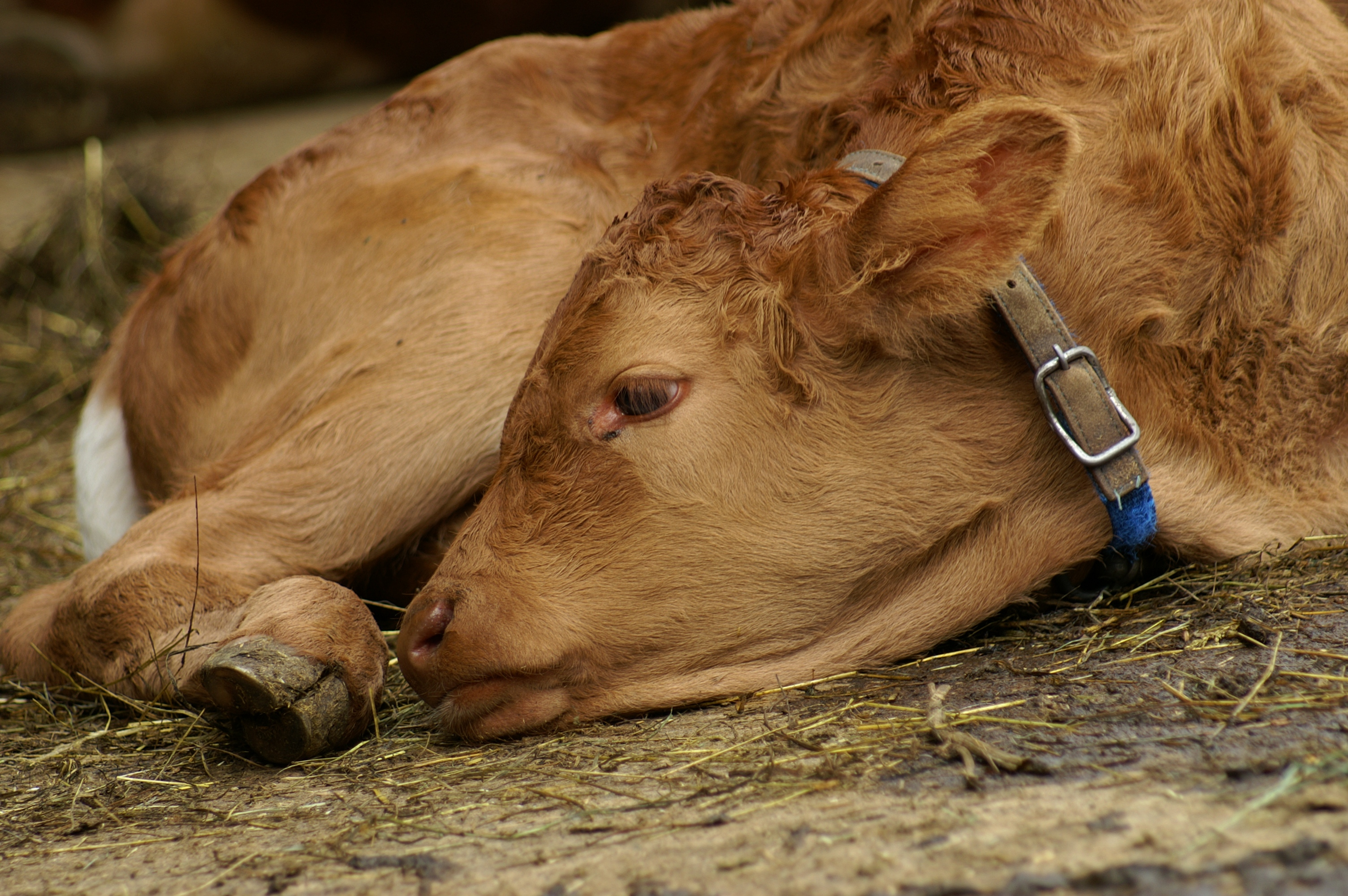
Tuxer Rinder
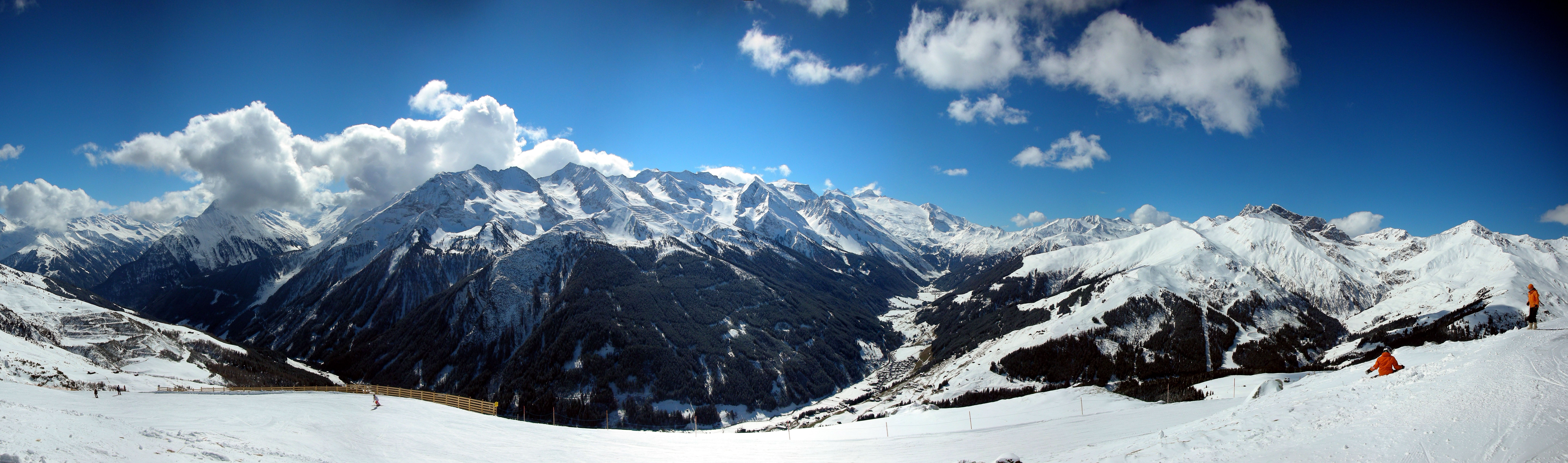
Blick vom Rastkogel nach Hintertux